# SURCAL 1C
SURCAL 1C (ang. Surveilance Calibration – „kalibracja [urządzeń] wywiadowczych”) – amerykański wojskowy satelita technologiczny. Stanowił wspólne przedsięwzięcie US Air Force i US Navy. Wysłany wraz z 4 innymi satelitami – Poppy 2A (Solrad 6A), Poppy 2B, Poppy 2C (RADOSE, Dosimeter), LOFTI 2A. Odtajniony w 2005.
Z powodu awarii członu Agena D satelita wszedł na eliptyczną orbitę o krótkiej żywotności. Spłonął przy ponownym wejściu w atmosferę 5 lipca 1963.